# 西康高等法院
西康高等法院，是中華民國大陸時期的二級法院之一，屬於普通法院，行政組織上直屬司法行政部之監督；審級上以最高法院為上級審法院。前身是四川高等法院雅安第五分院。

## 本院
民國5年（1916年）1月，四川高等審判廳設立第一分庭。四川高等法院成立後，於民國25年（1936年）3月裁撤雅安第一分庭，成立雅安第五分院，轄原建昌道雅安、名山、蘆山、寶興、天全、滎經、漢源7縣及金湯設治局。民國28年（1939年）1月劃入西康省，3月29日四川高等法院第五分院改組為西康高等法院。本院駐雅安縣（今四川省雅安市），為中華民國大陸時期37個高等法院之中，五個駐地不在省會的高等法院。

## 分院
民國28年（1939年）3月西康高等法院成立後，分別於同年12月及次年1月在西昌縣和康定縣設立分駐庭，受理轄域各縣上訴案件，因各分駐庭地處偏遠，經西康高等法院呈奉司法行政部，康定、西昌分駐庭准於民國33年（1944年）7月改組為第一分院、第二分院。民國37年（1948年）各分院改以所在縣市命名，依序分別改稱康定分院、西昌分院。

## 地方法院
民國28年（1939年）3月西康高等法院成立前，己有雅安、康定等地方法院。民國28年（1939年）11月成立西昌地方法院。民國29年（1940年）冬成立會理地方法院。民國35年（1946年）7月成立越嶲、冕寧2地方法院。同年底西康省設有康定、雅安、西昌、會理、瀘定、天全、漢源、榮經、越嶲、冕寧10個地方法院。

## 歷任院長
- 費有浚（1939年 - 1944年）
- 李永成